# Heinz Spielmann
Heinz Spielmann (* 9. November 1930 in Hattingen) ist ein deutscher Kunsthistoriker und Museumskurator.

## Leben und Wirken

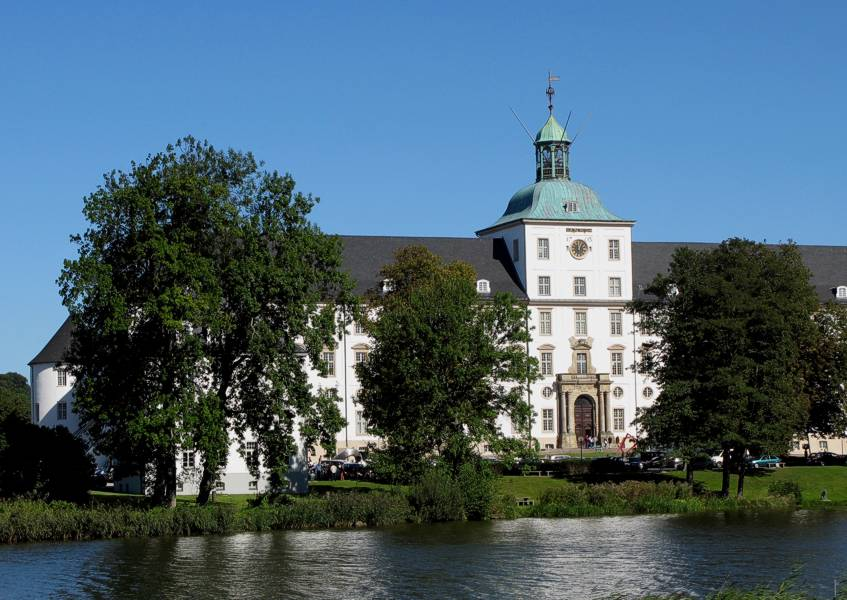
Schleswig-Holsteinisches Landesmuseum Schloss Gottorf

Spielmann wurde als Sohn des Tischlermeisters Heinrich Spielmann und seiner Frau Elisabeth (geb. Müller) geboren. Er studierte in Aachen und Stuttgart Architektur, Kunstgeschichte und Philosophie und wurde mit einer Arbeit über Palladio zum Dr. Ing. promoviert. Nach seinem Studium wurde er 1960 Leiter der von Max Sauerlandt von 1918 bis 1933 aufgebauten,
von den Nationalsozialisten als "entartet" beschlagnahmten Modernen Abteilung des Museums für Kunst und Gewerbe Hamburg, die er wieder aufbaute. In seinen Ausstellungen zeigte er zeitgenössisches Kunstgewerbe sowie Illustrationen und Plakate bekannter Künstler wie Picasso, Braque, Miró, Chagall, Max Ernst und Kokoschka. Er baute am Museum die bereits von Justus Brinckmann begonnene Sammlung des Jugendstils zu einer der bedeutendsten in Mitteleuropa aus. Von 1983 bis 1995 war er als Honorarprofessor für die Kunst des 19. und 20. Jahrhunderts an der Universität Münster tätig. 1988 wurde er in Hamburg zum Mitglied der Freien Akademie der Künste in der Sektion "Bildende Kunst" berufen.
1986 wurde Spielmann in der Nachfolge von Gerhard Wietek Landesmuseumsdirektor des Landes Schleswig-Holstein. Zugleich war er Leiter des Schleswig-Holsteinischen Landesmuseums Schloss Gottorf. In dieser Funktion gründete er das Jüdische Museum in Rendsburg und das Richard-Haizmann-Museum in Niebüll. Nach seiner Pensionierung 1998 organisiert er mehrere Ausstellungen in Japan. 2002 wurde er Gründungsdirektor des Bucerius Kunst Forums, das er bis 2005 leitete. 2013 gründete er zusammen mit seiner Familie die "Kunststiftung Spielmann-Hoppe" zur Präsentation der Kunstwerke aus der Familiensammlung.

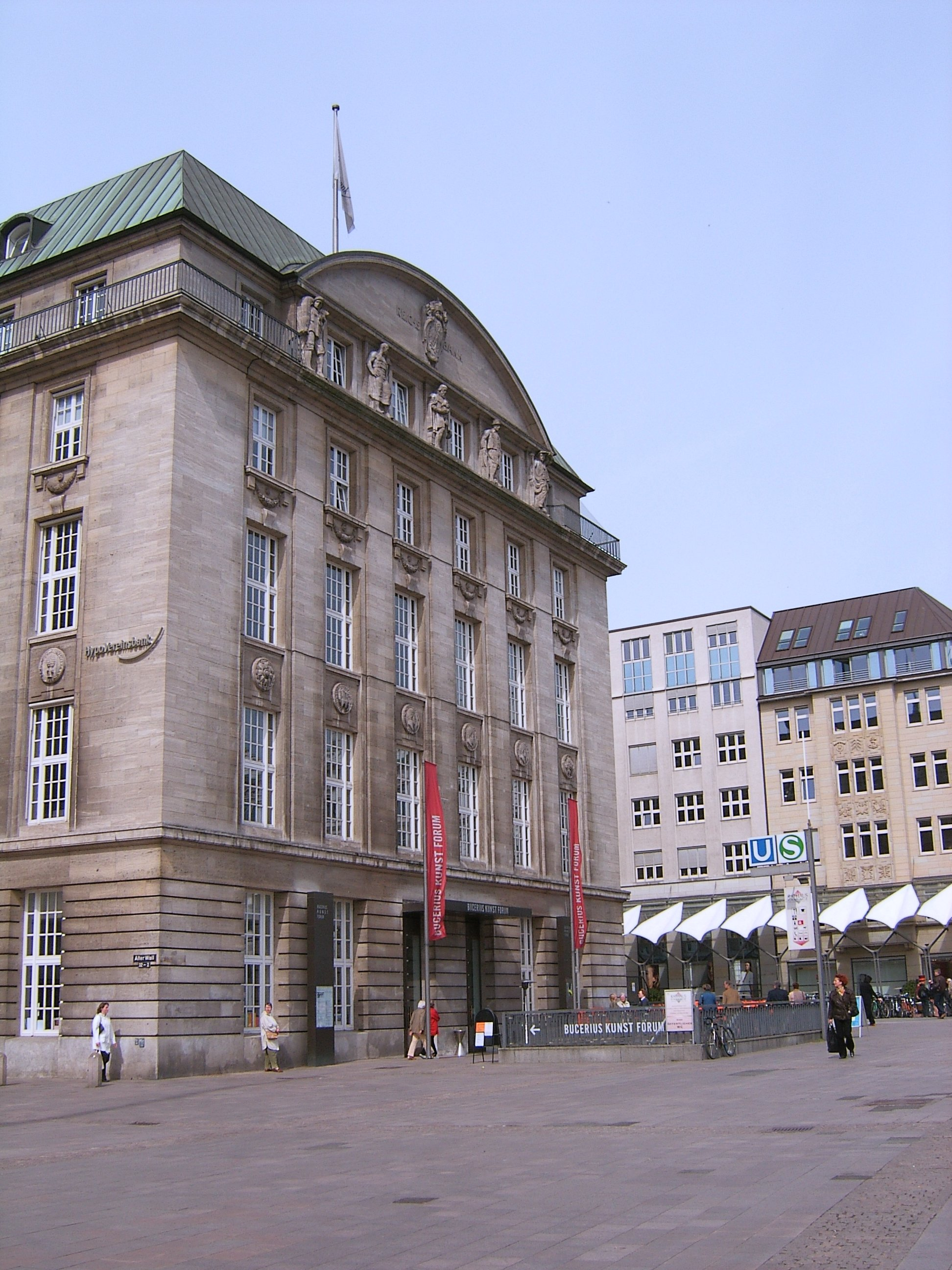
Bucerius Kunst Forum in Hamburg

Zu dem Künstler Willi Baumeister verfasste er die Werkverzeichnisse der Druckgrafik: Die Serigraphien (1963), Die Lithographien (1965), Radierungen, Originalgraphischen Plakate, Katalog der typographischen Arbeiten (1966), Sonderdruck: Das Graphische Werk (1972) und den Werkkatalog der Druckgraphik (2005). Er engagiert sich seit 1970 im Rotary Club Hamburg-Steintor.
Die Lichtwark-Gesellschaft, Hamburg, gründete ein Heinz-Spielmann-Begabtenstipendium zur Förderung junger Künstler.
Die Corona-Zeit 2020 und 2021 nutzte der 90-jährige Heinz Spielmann für seine neueste Veröffentlichung: Kontinuität und Innovation. Bausteine für eine Ikonologie der Moderne.
Die Kapitel in dieser Publikation „verfolgen nicht das Ziel, die Geschichte der Moderne neu zu schreiben. Sie möchten lediglich auf einige bislang zu wenig beachtete Aspekte von Architektur, Bildhauerei, Zeichnung, Werkkünsten der neueren Zeit, auf deren Anregungen, Etablierungen und Fortentwicklungen verweisen – als Ergänzung, nicht als Alternative, jedoch mit mancher Kritik an gängigen Vorstellungen.“
Spielmann gehörte der Freitagsgesellschaft Helmut Schmidts an.

## Auszeichnungen
- 1982: Hans Thoma Medaille, Reutlingen, verliehen durch die "Hans Thoma-Gesellschaft" in Reutlingen
- 1996: Joost-van-den-Vondel-Preis der Alfred Toepfer Stiftung, Hamburg
- 1997: Hermann-Ehlers-Preis der Hermann Ehlers Stiftung, Kiel
- 2014: Ehrenplakette der Freien Akademie der Künste in Hamburg

## Veröffentlichungen (Auswahl)
- Räume und Meisterwerke der Jugendstil-Sammlung. Museum für Kunst und Gewerbe, Hamburg, 1977.
- Spektrum der Kunst Bertelsmann-Lexikothek, 1. Auflage 1976, 2. Auflage 1984. ISBN 978-3-570-03898-7.
- Bibliographie Gerhard Wietek zum 75. Geburtstag des Autors am 23. Juni 1998; bearb. von Dagmar Hettstedt. Schleswig 1998.
- Kokoschka. Leben und Werk, DuMont Verlag, Köln 2003, ISBN 3-8321-7320-X.
- mit Hella Häussler: Carl Otto Czeschka. 1878–1960. Ein Wiener Künstler und die Hamburger Wirtschaft. Ausstellung vom 18. August bis 7. Oktober 2011. Handelskammer Hamburg, Hamburg 2011.
- Aus der Nähe – Mein Leben mit Künstlern 1950–2000, Wachholtz Verlag – Murmann Publishers, Neumünster / Hamburg 2014, ISBN 978-3-529-03433-6.
- Carl Otto Czeschka. Ein Wiener Künstler in Hamburg. Mit unveröffentlichten Briefen sowie Beiträgen von Hella Häussler und Rüdiger Joppien. HWS-Reihe: Künstler in Hamburg (Hg. von Ekkehard Nümann) Bd. 1, Wallstein-Verlag 2019, ISBN 978-3-8353-3434-2[4]
- Kontinuität und Innovation. Bausteine für eine Ikonologie der Moderne. Deutscher Kunstverlag, 2022, ISBN 978-3-422-98842-2.